# Hotchkiss

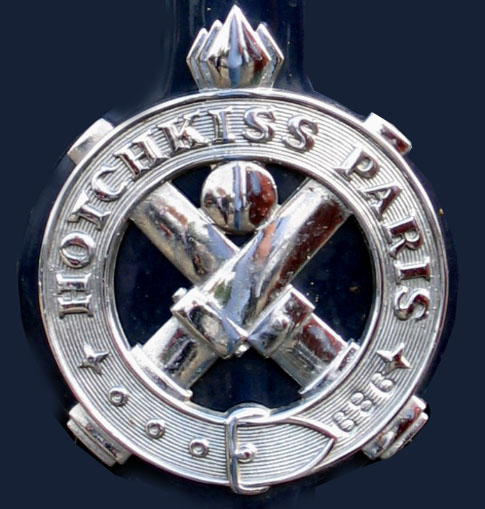
Hotchkiss, emblemat

Hotchkiss – francuska firma zbrojeniowa i motoryzacyjna.

## Historia
Firma została założona w 1887 w Viviez przez Benjamina Berkeleya Hotchkissa. Zaczynała produkcję od działek szybkostrzelnych, broni strzeleckiej i amunicji zaprojektowanych w większości przez właściciela firmy. Po jego śmierci przekształciła się w spółkę angielsko-francuską, a później w spółkę francuską. Wzorując się na patencie zakupionym od austriackiego rotmistrza A. Odkoleka w 1897 opracowała swój pierwszy 8 mm karabin maszynowy Hotchkiss wz. 1897, a w późniejszym czasie jego udoskonalone wersje Hotchkiss wz.1900, Hotchkiss wz.1907 i Hotchkiss wz.1914. Karabiny te o kalibrze 8 mm zostały wprowadzone do uzbrojenia Francji; (7,65 mm) Belgii i Turcji; (7 mm) Hiszpanii, Meksyku i Urugwaju; (6,5 mm) Japonii, Norwegii, Szwecji i Portugalii. Opracowano lekki karabin maszynowy wz.1909 (lżejsza wersja karabinu maszynowego wz.1907), który pod nazwą Benét-Mercie wz.1909 wprowadzono do uzbrojenia armii francuskiej, brytyjskiej, greckiej, amerykańskiej i norweskiej. W czasie I wojny światowej w Lyon-Montplaisir oraz w Anglii (Coventry) powstały filie firmy, a w 1922 przeniesiono wytwórnię do Levallois-Perret. Filie jej założono w podparyskich miejscowościach St. Denis i Clichy. Oprócz broni strzeleckiej firma w okresie międzywojennym produkowała także czołgi (Hotchkiss H-35), a po II wojnie światowej transportery opancerzone.

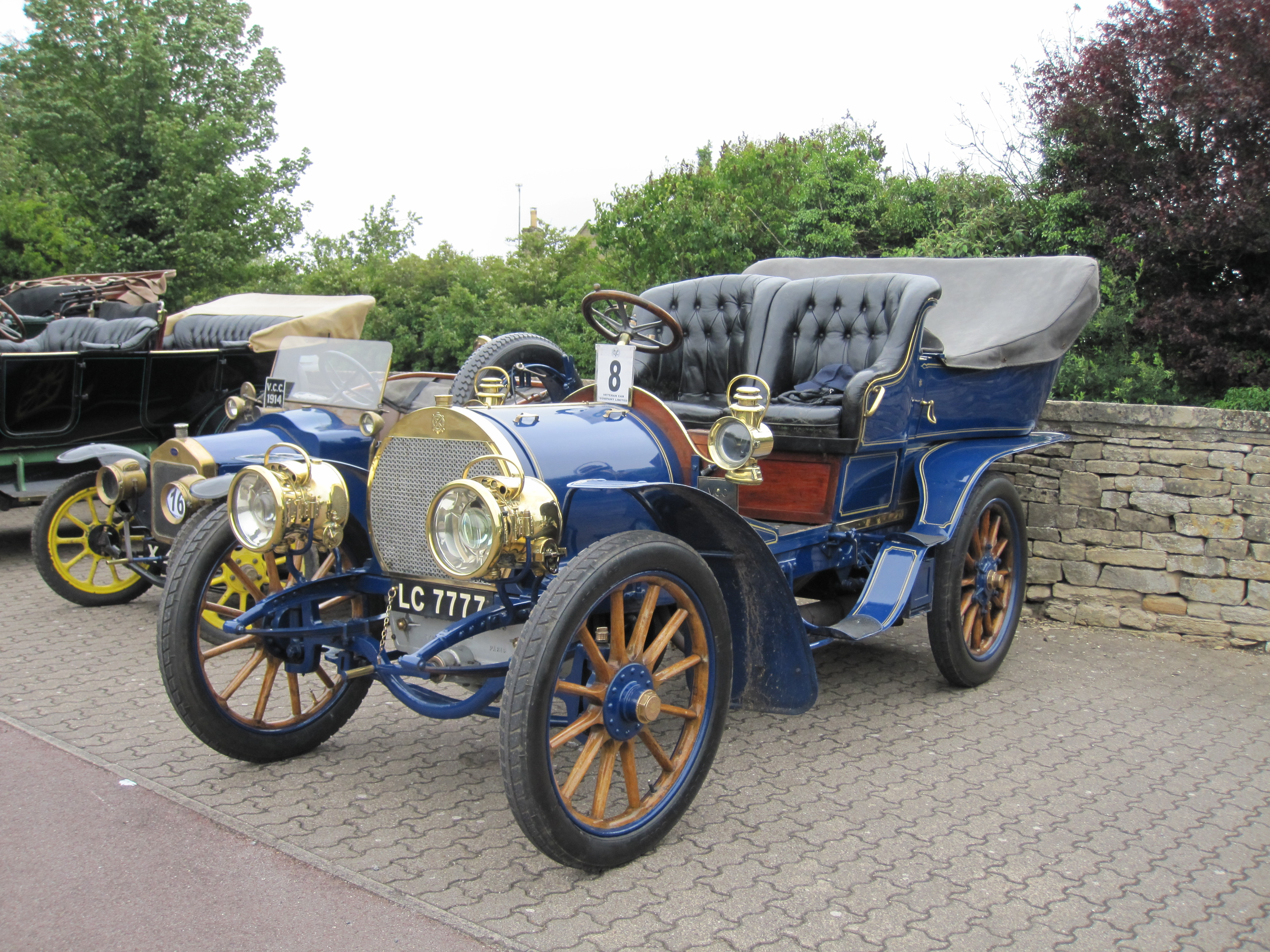
Hotchkiss 20CV
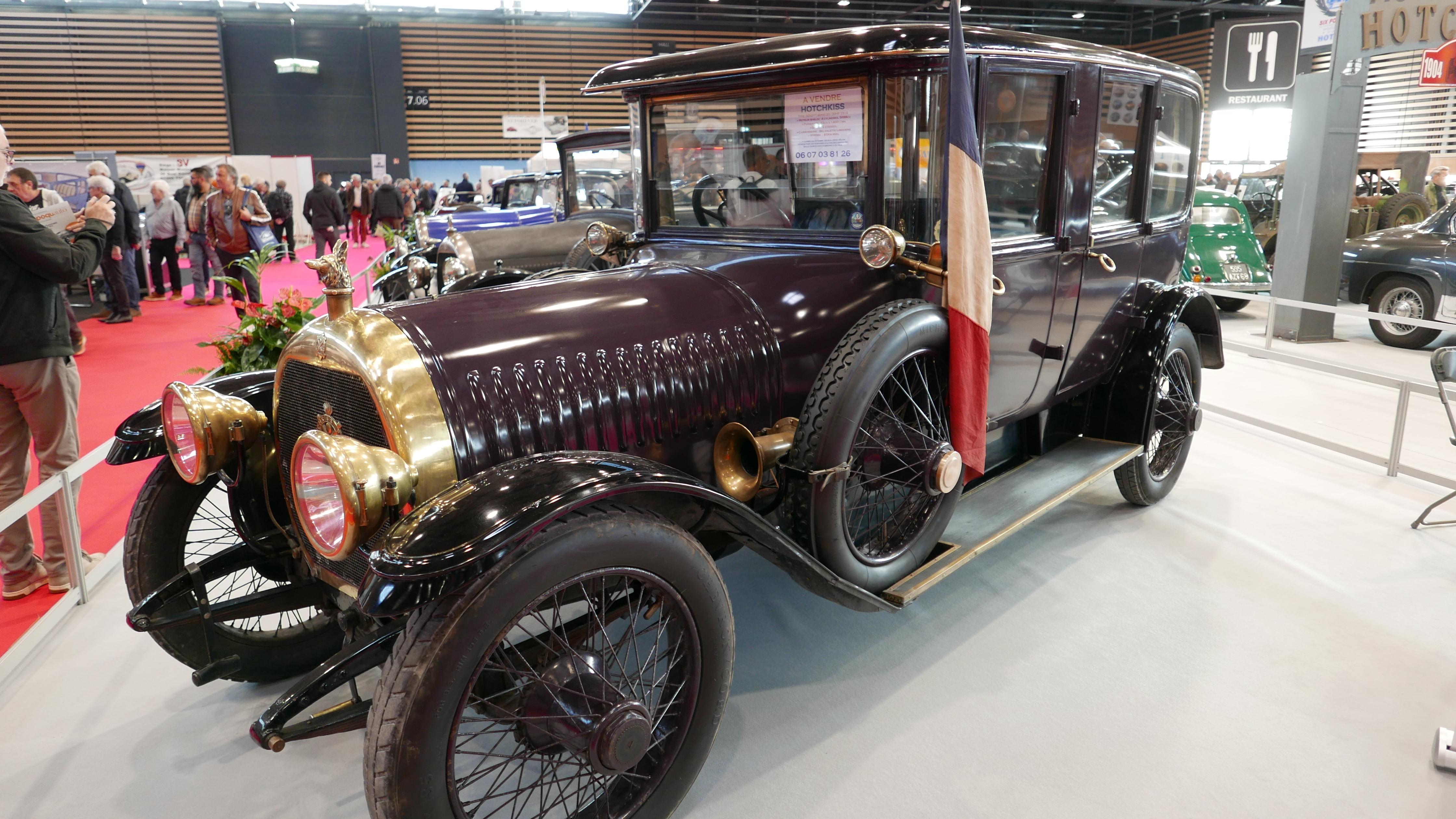
Hotchkiss AD
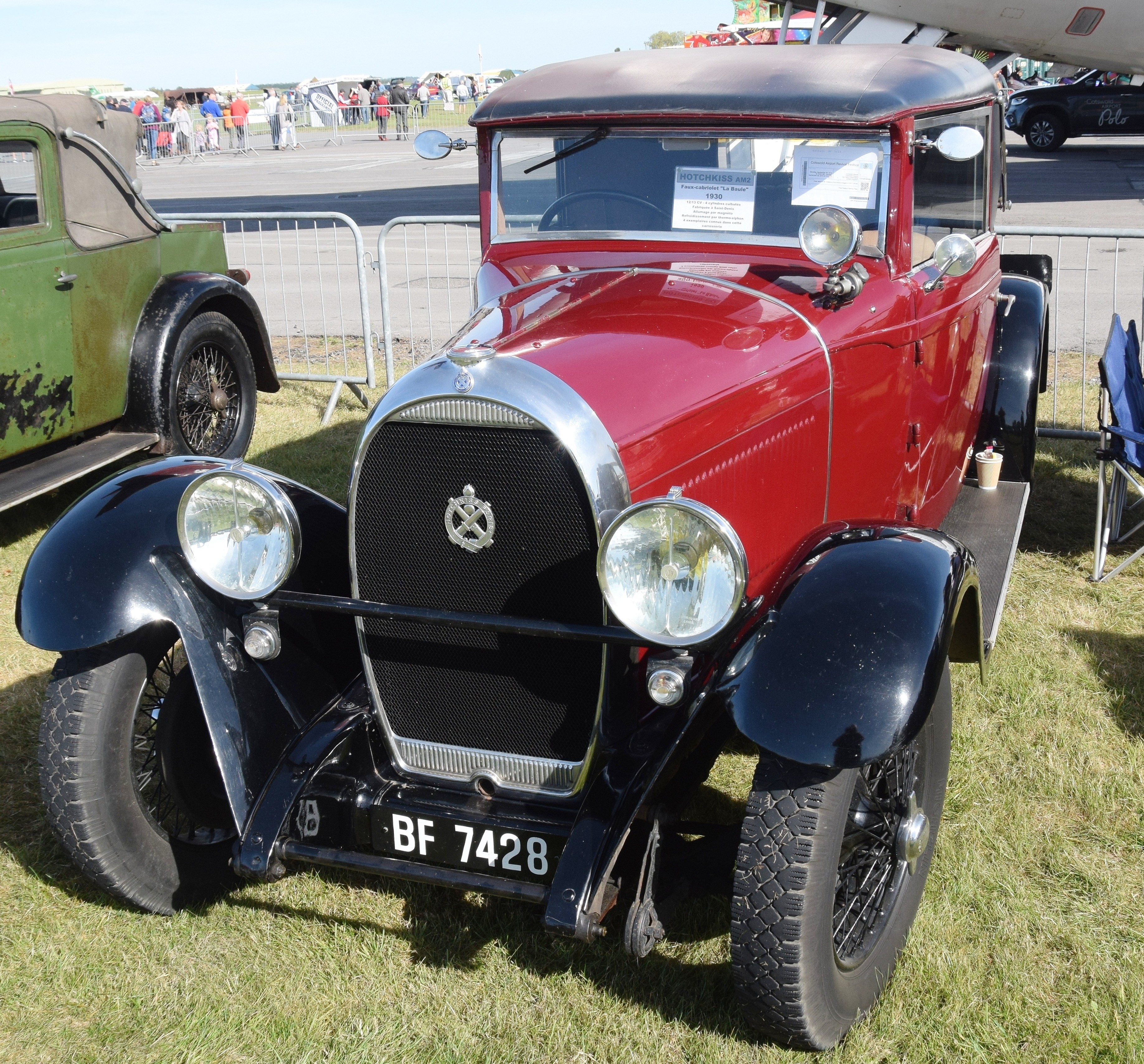
Hotchkiss AM2
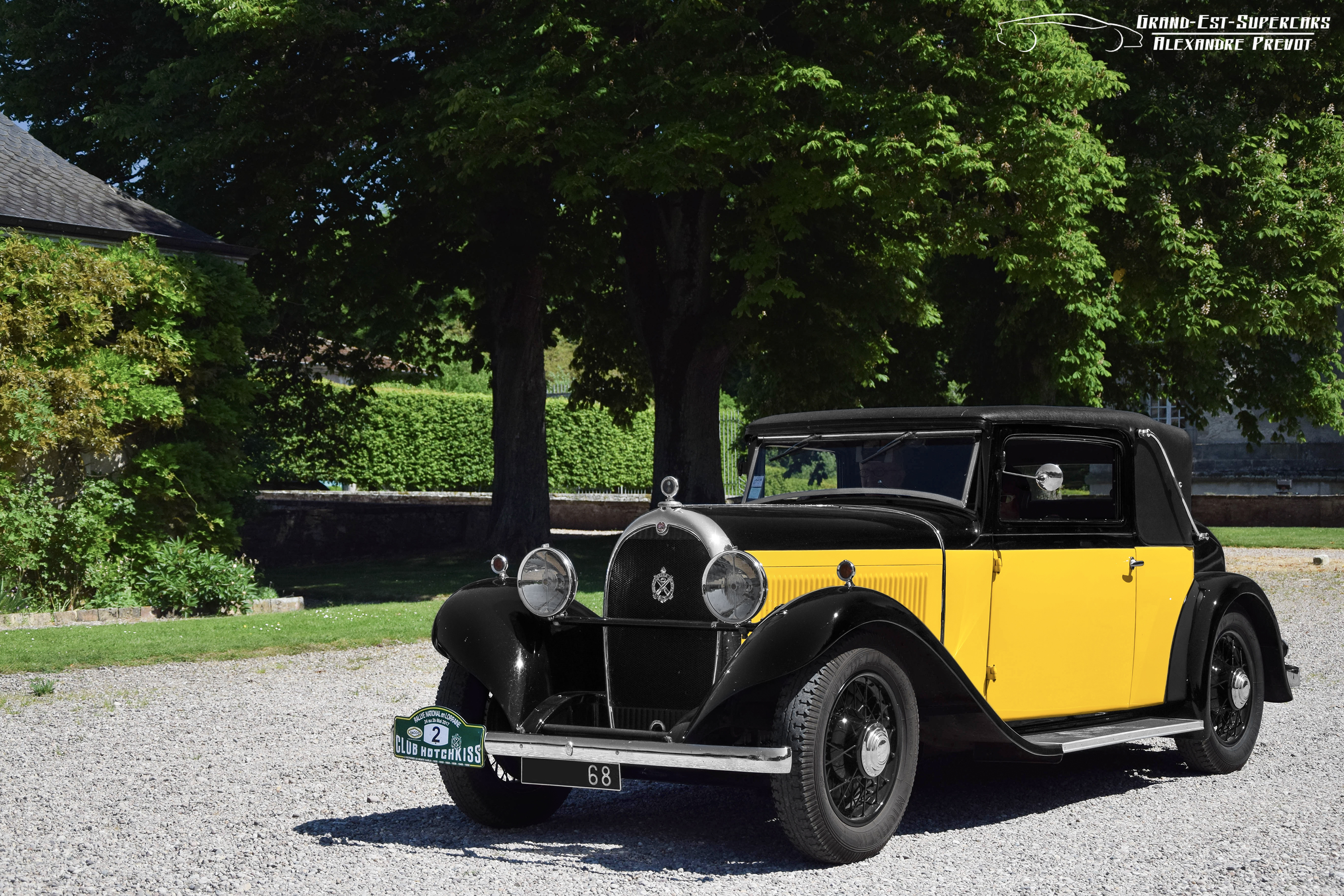
Hotchkiss AM80
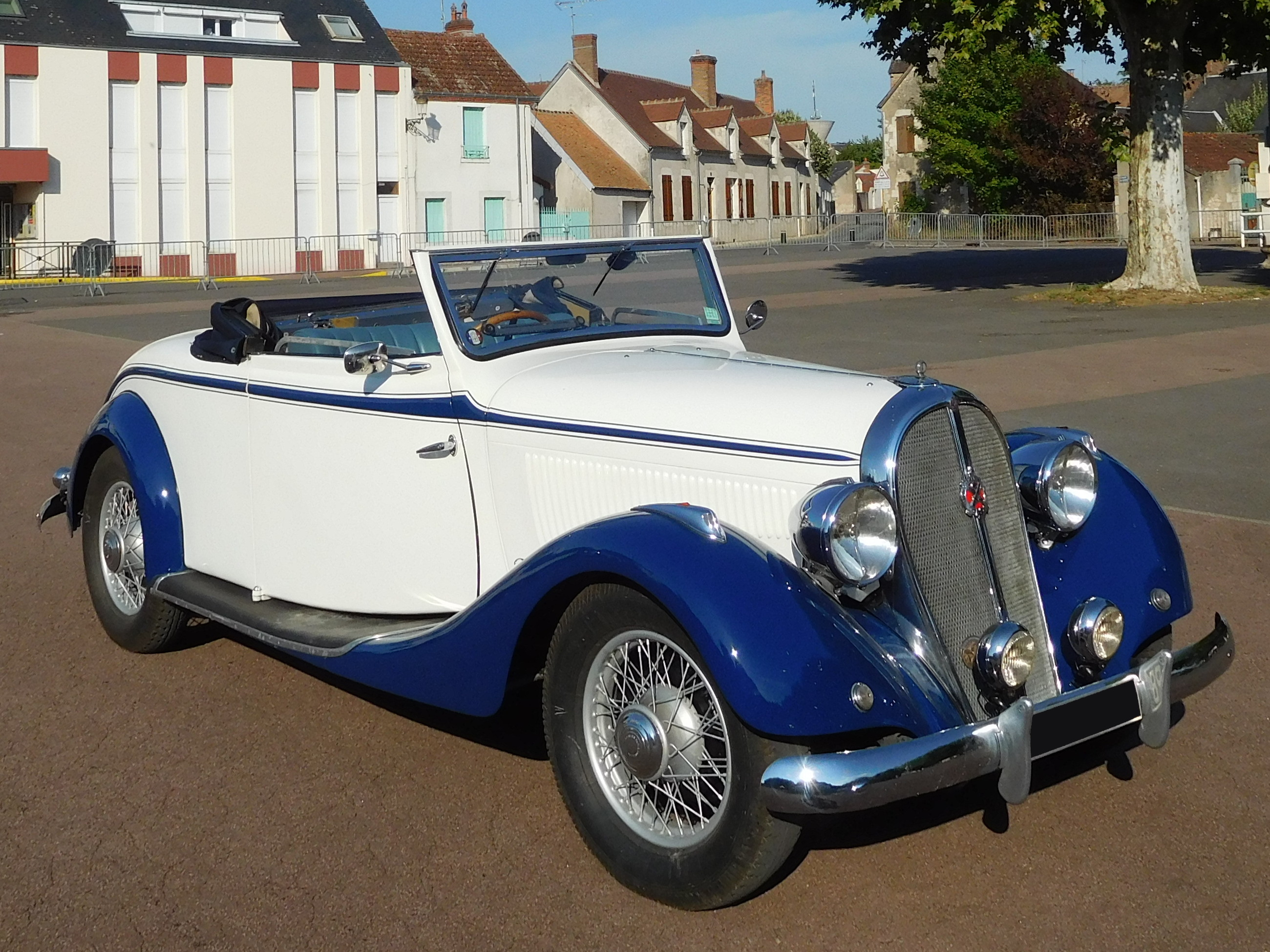
Hotchkiss 617 Roadster Hossegor
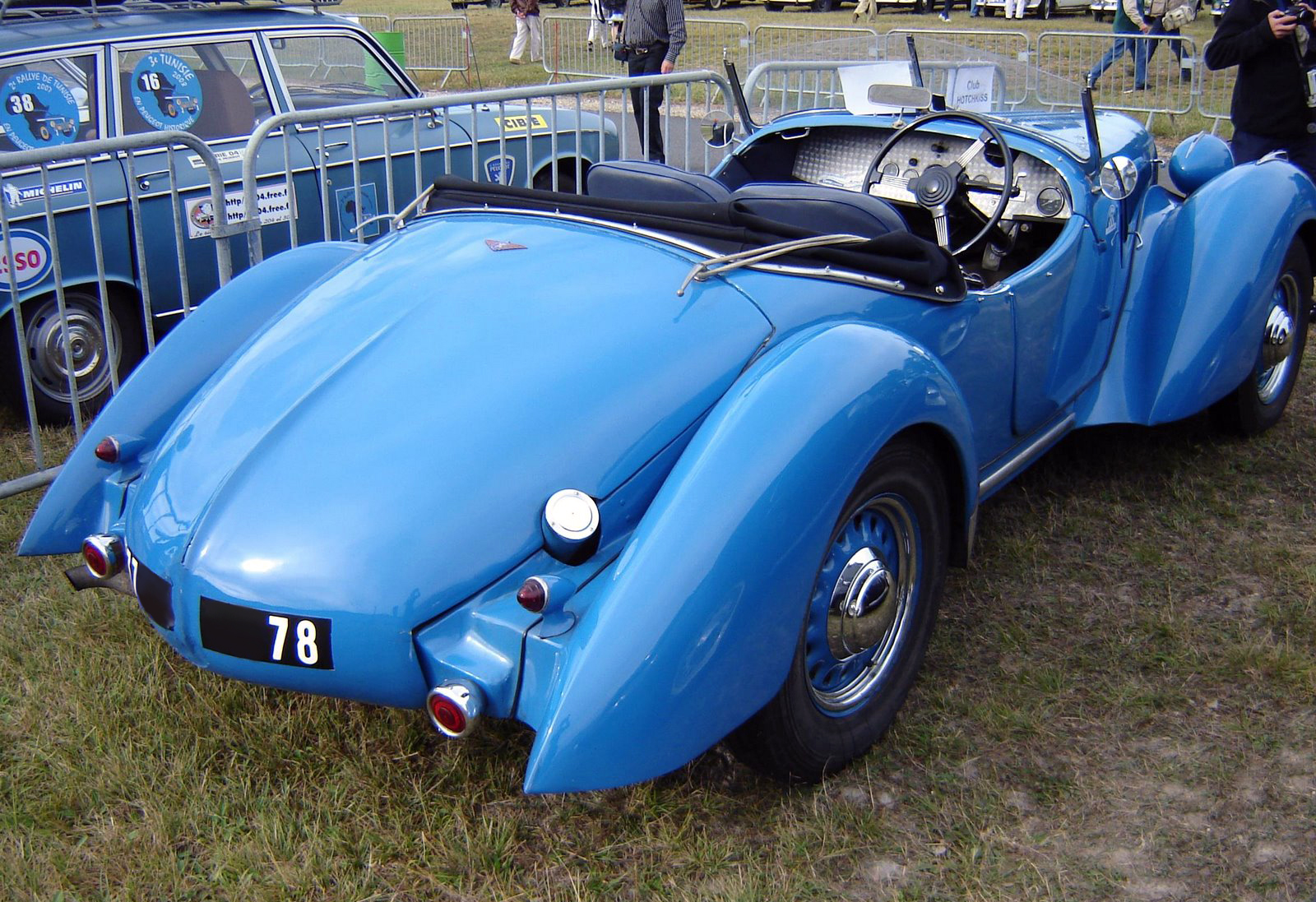
Hotchkiss 864 Roadster
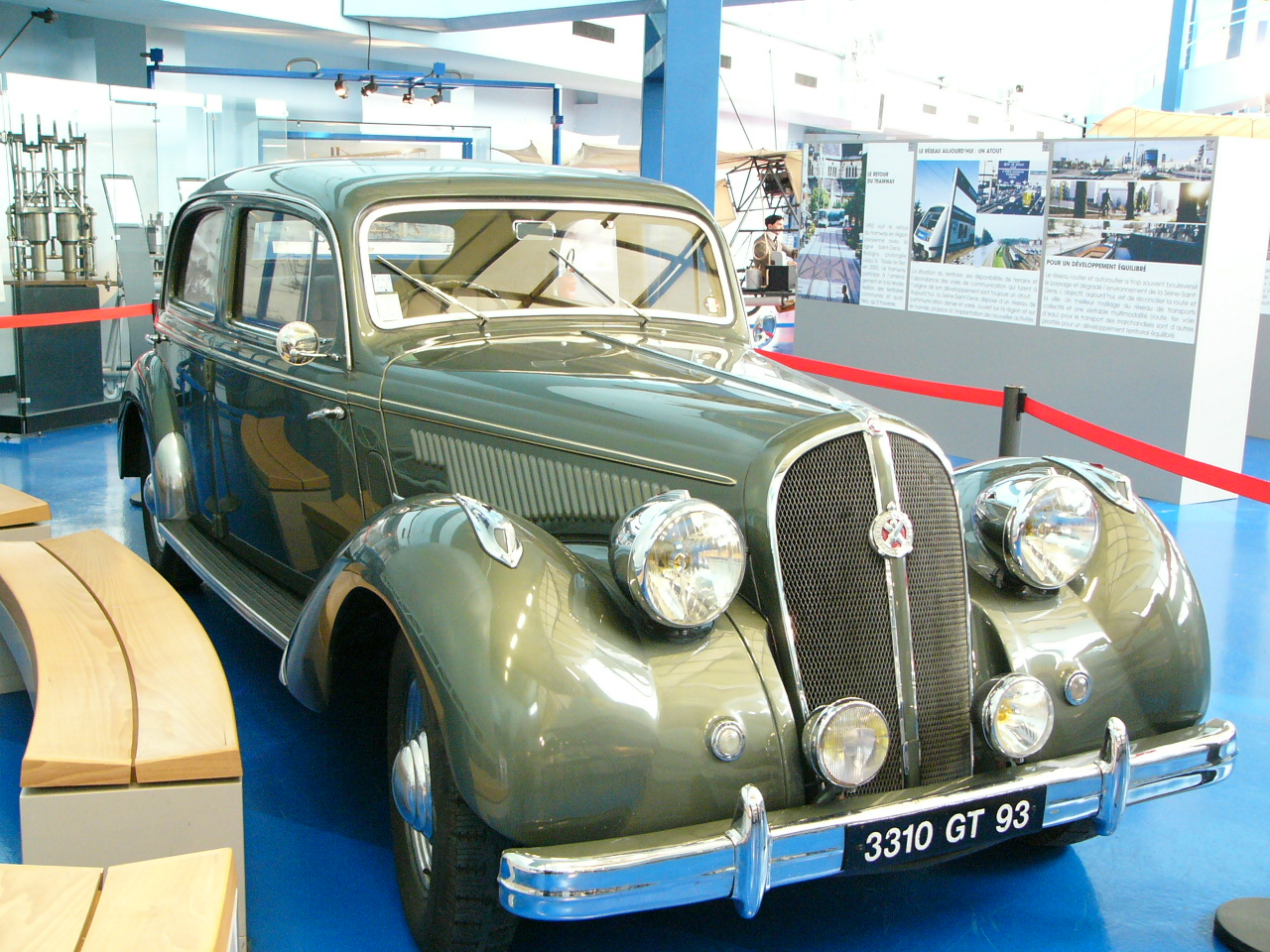
Hotchkiss 686
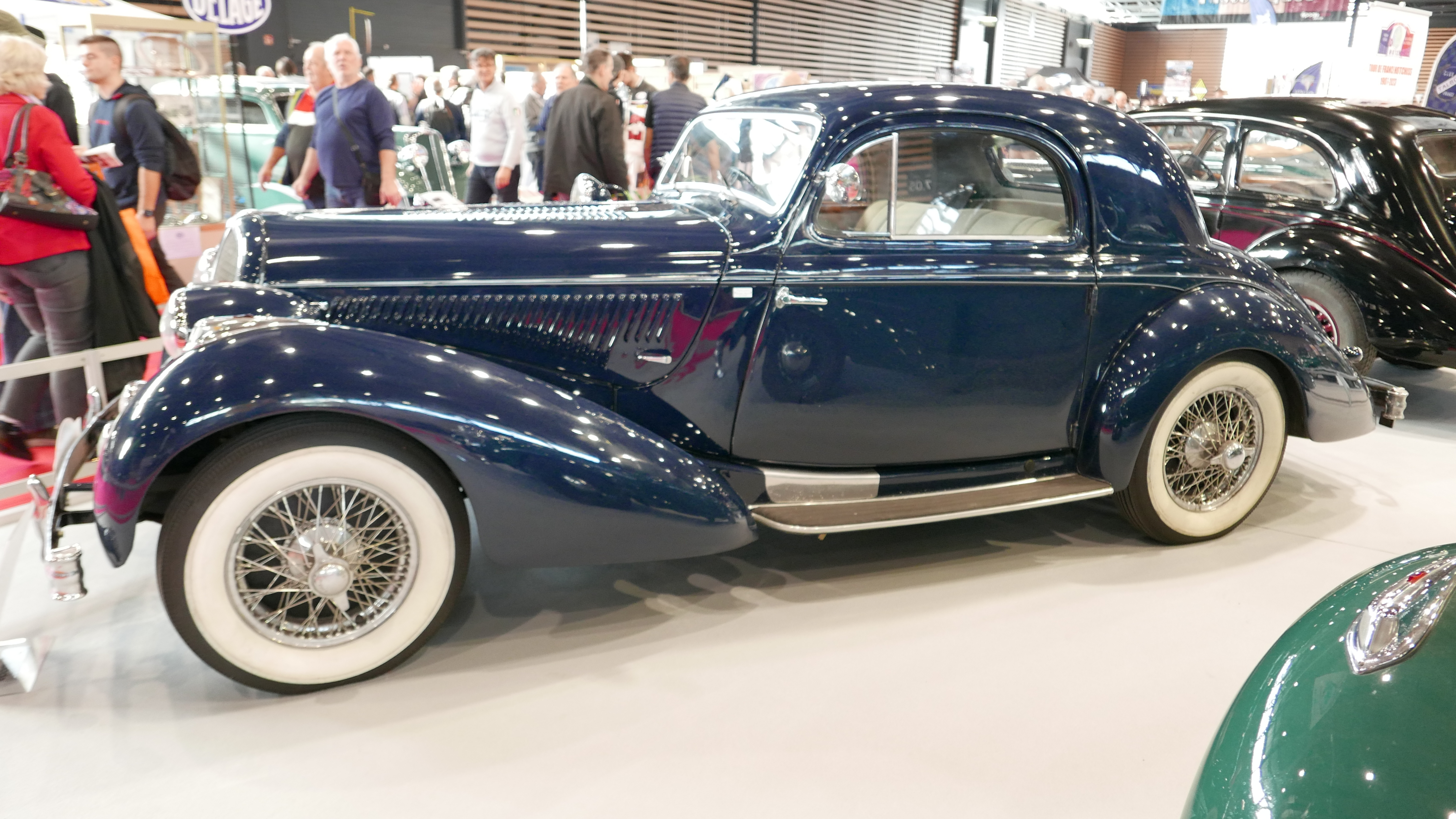
Hotchkiss 686 GS
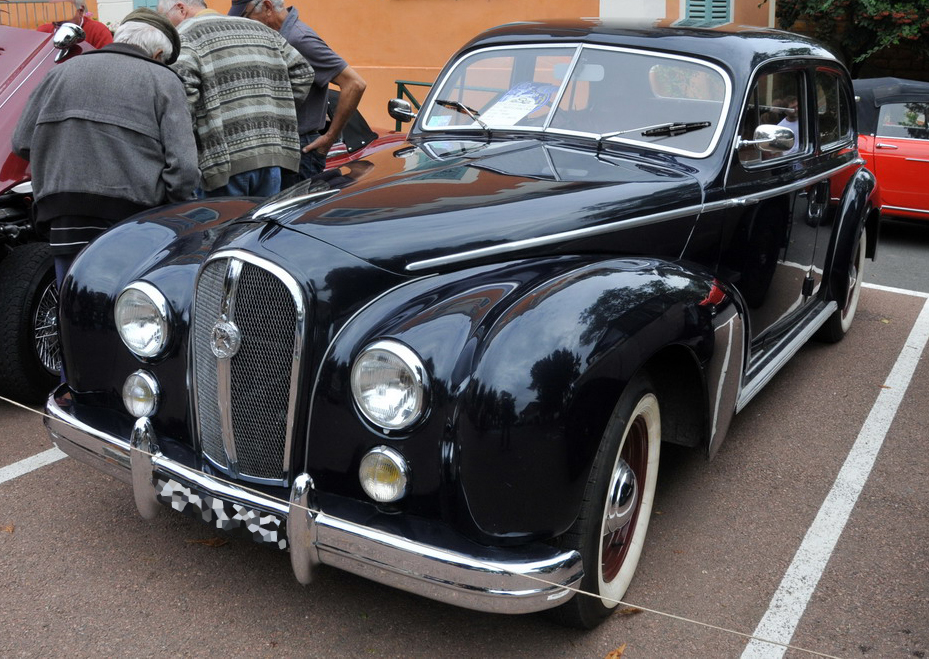
Hotchkiss Anjou
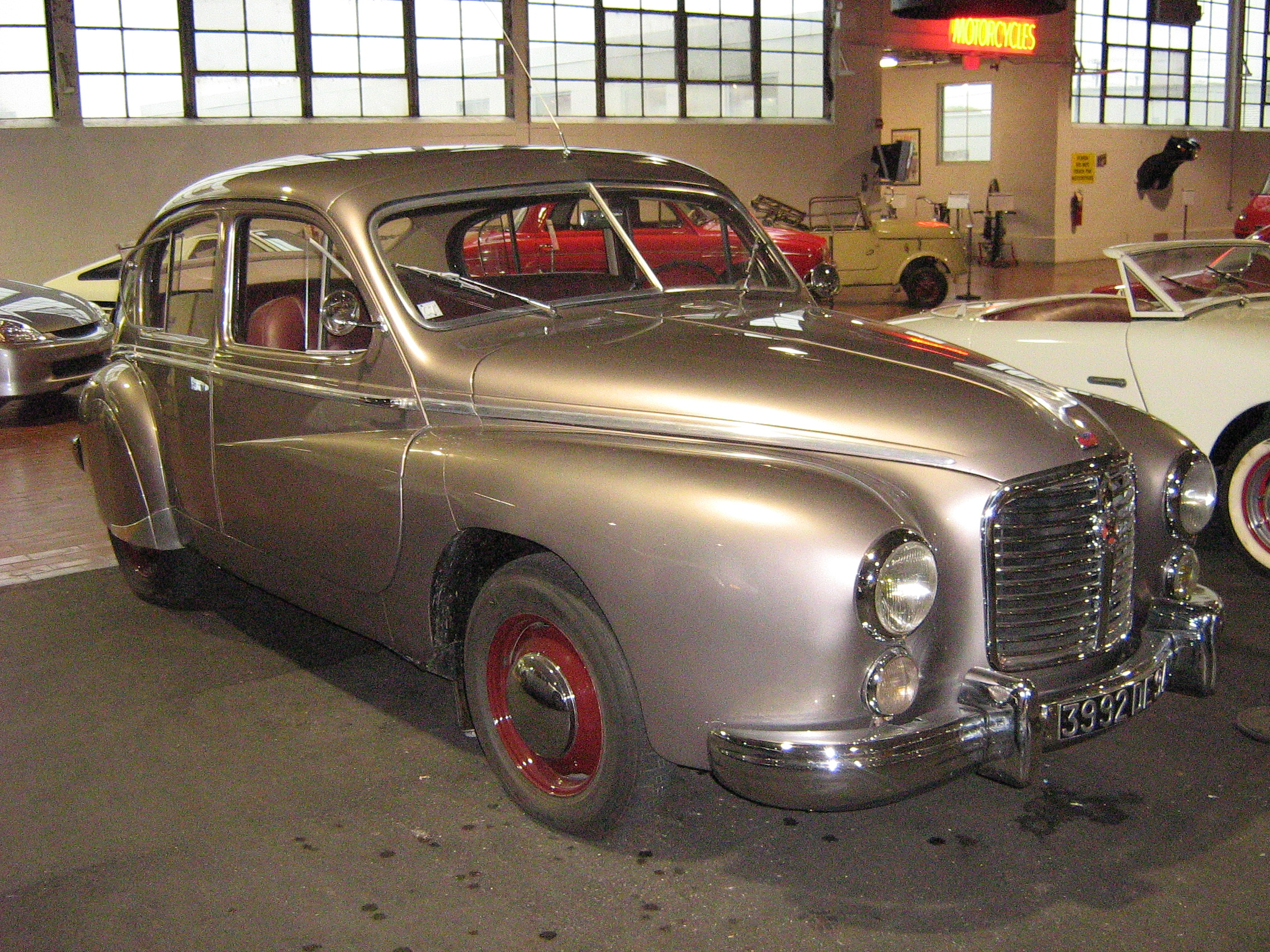
Hotchkiss Grégoire
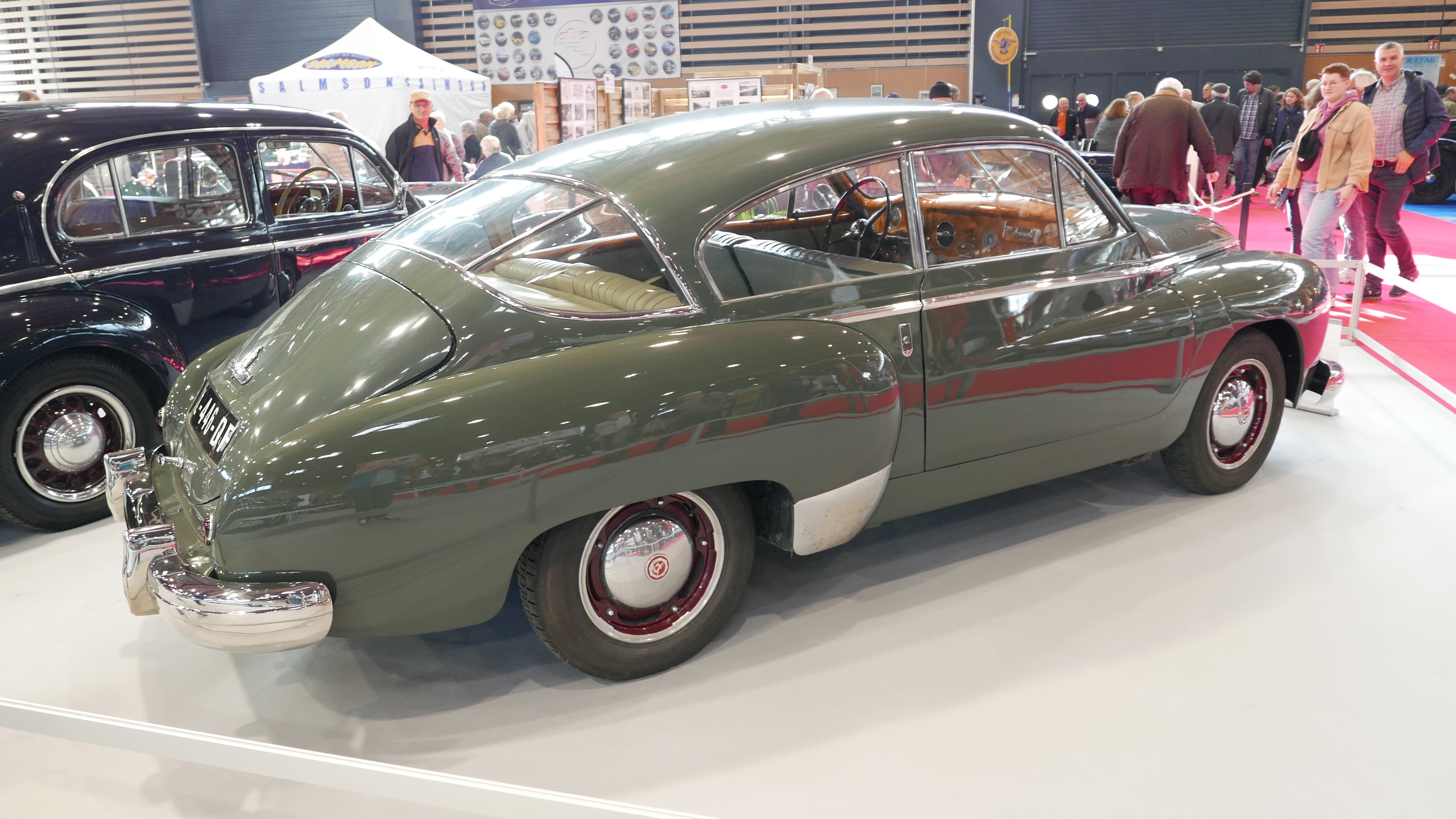
Hotchkiss Grégoire Coupé
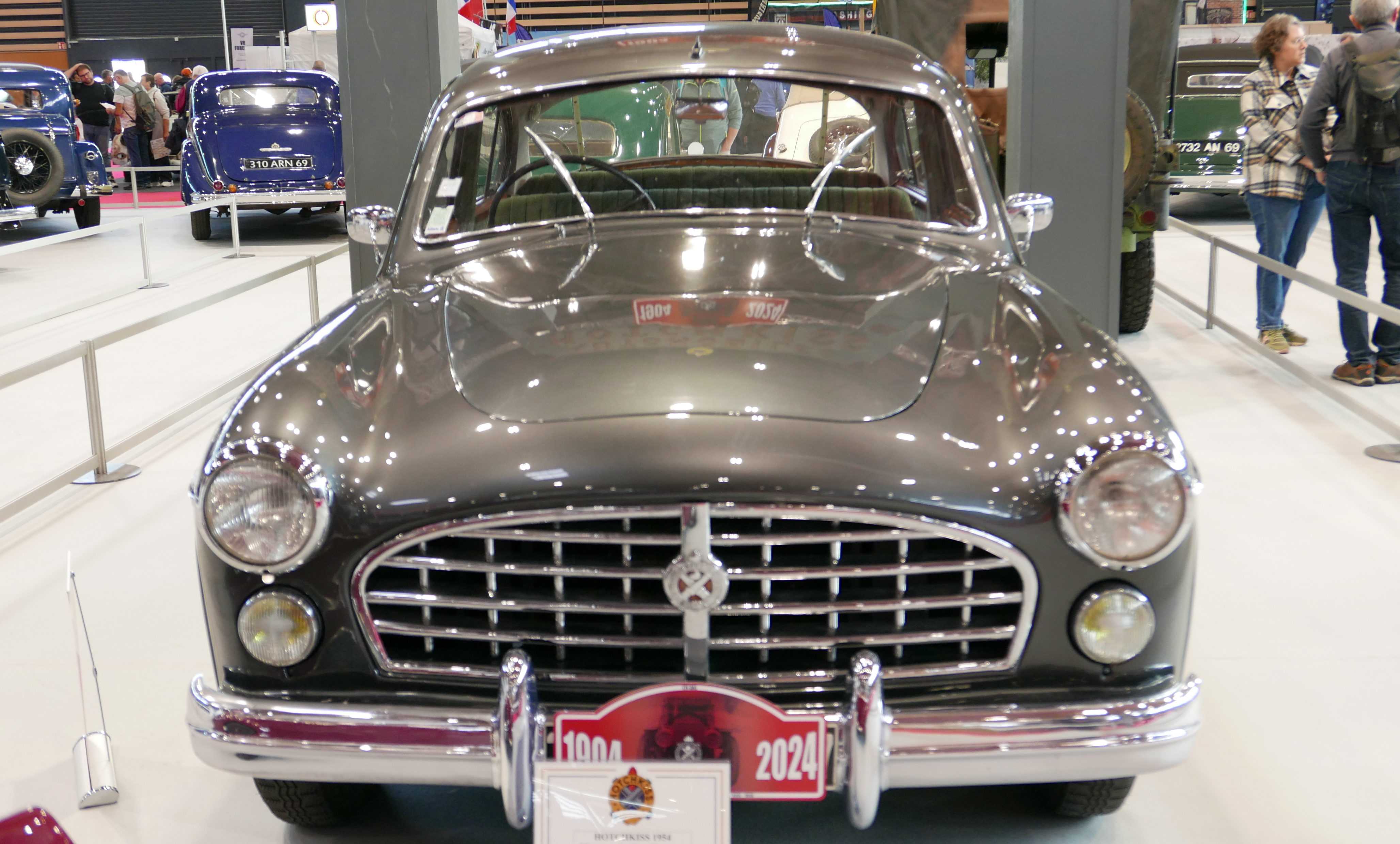
Hotchkiss Monceau